# あへん法
あへん法（あへんほう、昭和29年4月22日法律第71号、Opium Law）は、医療用アヘン供給の適正化と、アヘン乱用の取締りに関する法律である。

## 主務官庁
- 厚生労働省医薬局監視指導・麻薬対策課[2]

## 制定経緯
アヘンは、旧麻薬取締法（昭和23年法律第123号）により規制され、ケシの栽培等が禁止され、輸入も制限された。しかし、その結果、医療用の麻薬の製造に支障を来すようになったことや「けしの栽培並びにあへんの生産、国際取引、卸取引及び使用の制限及び取締に関する議定書」（昭和38年条約第10号）の批准に備えるために、アヘンの輸入、輸出、買取および売渡等の権能を国に専属させるための国内法整備が必要となり、アヘンの規制を麻薬一般の規制から分離するために本法が制定された。
本法の重要な改正として、営利目的による違反行為等の罰金刑上限の引上げ、資金等提供罪の範囲拡大、アヘン・ケシがらの運搬車両等への没収範囲拡大、国外犯処罰規定の新設等が行われた（1992年7月施行）。

## 主要な関連法令
- 刑法第2編第14章「あへん煙に関する罪」（第136 - 141条）
- 薬物五法[4]
  - あへん法
  - 覚醒剤取締法
  - 大麻取締法
  - 麻薬及び向精神薬取締法
  - 国際的な協力の下に規制薬物に係る不正行為を助長する行為等の防止を図るための麻薬及び向精神薬取締法等の特例等に関する法律（麻薬特例法）
- 毒物及び劇物取締法
- 関税法
- 特定化学物質の環境への排出量の把握等及び管理の改善の促進に関する法律（化学物質排出把握管理促進法）